# Guillaume Martin
Guillaume Martin (París, 9 de juny de 1993) és un ciclista francès, professional des del 2016. Actualment corre a l'equip Cofidis. En el seu palmarès destaca la victòria a la Lieja-Bastogne-Lieja sub-23 de 2015, el Giro de Toscana de 2017 i el Circuit de La Sarthe de 2018.

## Palmarès
- 2011
  - Vencedor d'una etapa a la Cursa de la Pau júnior
- 2013
  - Vencedor de 2 etapes al Tour del Jura
- 2015
  - 1r a la Lieja-Bastogne-Lieja sub-23
  - 1r a l'Annemasse-Bellegarde et retour
  - Vencedor d'una etapa al Tour de l'Avenir
- 2017
  - 1r al Tour del Gavaudan Llenguadoc-Rosselló i vencedor d'una etapa
  - 1r al Giro de Toscana i vencedor d'una etapa
  - Vencedor d'una etapa al Tour del Llemosí
- 2018
  - 1r al Circuit de La Sarthe i vencedor d'una etapa
- 2019
  - Vencedor d'una etapa al Giro de Sicília
- 2020
  -  1r de la Classificació de la muntanya a la Volta a Espanya
- 2021
  - 1r al Mercan'Tour Classic Alpes-Maritimes

### Resultats al Tour de França
- 2017. 23è de la classificació general
- 2018. 21è de la classificació general
- 2019. 12è de la classificació general
- 2020. 11è de la classificació general
- 2022. No surt (9a etapa)
- 2023. 10è de la classificació general
- 2024. 13è de la classificació general

### Resultats a la Volta a Espanya
- 2020. 14è de la classificació general.  1r de la Classificació de la muntanya

### Resultats al Giro d'Itàlia
- 2022. 14è de la classificació general